# سعید حسنی‌پور
سعید حسنی پور صفت ازگمی (زاده ۵ اسفند ۱۳۶۶ در رشت) معروف به سعید حسنی پور کاراته کار ایرانی است. او در مسابقات قهرمانی آسیا در سال ۲۰۱۳ موفق به کسب مدال طلا شده‌است.

## زندگی‌نامه
سعید حسنی‌پور با نام کامل سعید حسنی‌پور صفت ازگمی، متولد شهر رشت، کاراته‌کار کشور ایران می‌باشد. او همراه با برادرش (وحید) کاراته را از سال ۱۳۷۴ در باشگاه الکتریک رشت زیر نظر «حسین نویدی» آغاز کرد. وی که کاراته را با سبک شوتوکان SKI آغاز کرده بود، پنج سال در باشگاه الکتریک فعالیت کرد و سپس برای حضوری فعال در دنیای قهرمانی به باشگاه یادگار امام رفت تا زیر نظر «مسعود رهنما» کار کند. حسنی پور نخستین مدال رسمی بین‌المللی خود را سال ۱۳۸۴ در قبرس کسب کرد و در این پیکارهای بین‌المللی به نشان طلا رسید و در بازی‌های آسیایی ۲۰۱۴ اینچئون کره جنوبی تنها گیلانی صاحب مدال طلا بود.

## تولد
سعید حسنی پور در تاریخ پنجم اسفندماه سال ۱۳۶۶ در شهر رشت به دنیا آمد. او نخستین فردی بود که بین کاراته کاران ایران در وزن منهای ۷۵ کیلوگرم در بازی‌های آسیایی اینچئون ۲۰۱۴ مدال طلا گرفت.

## تحصیلات
وی فارغ‌التحصیل کارشناسی مهندسی عمران و کارشناسی ارشد مدیریت بازرگانی است.

## افتخارات
سعید حسنی پور دارنده چندین دوره قهرمانی کاراته جهان و آسیا در رده‌های سنی جوانان، امیدها و بزرگسالان است. وی با به ارمغان آوردن مدال طلای وزن منهای ۷۵ کیلوگرم رقابت‌های کاراته بازی‌های آسیایی اینچئون کره جنوبی در سال ۱۳۹۳، برای جامعه ورزشی گیلان تنها مرد طلایی گیلانی حاضر در اینچئون لقب گرفت.
این کاراته‌کای گیلانی پیش از این در سال ۱۳۹۲ در مسابقات قهرمانی بزرگسالان آسیا که در کشور امارات و در شهر دبی برگزار شد، توانست مدال طلا را از آن خود کند و در مسابقات کشورهای اسلامی شهر پالم‌بانگ اندونزی، به فینال مسابقات راه یابد و با دریافت مدال نقره به کشور ایران بازگشت. این قهرمان در سال ۱۳۹۲ دو مدال نقره دیگر در مسابقات بین‌المللی کاراته قطر و مسابقات قهرمانی لیگ جهانی ترکیه به تاریخ کاراته ایران اضافه کرد. وی در سال ۱۳۸۹ در مسابقات لیگ جهانی کاراته که در فرانسه برگزار شده بود موفق به کسب مدال نقره شد و توانست مدال طلا در مسابقات قهرمانی امیدهای آسیا در مالزی سال ۱۳۸۷ را کسب کند. از دیگر افتخارات سعید حسنی‌پور می‌توان به کسب مدال نقره در مسابقات قهرمانی امیدهای جهان در ترکیه سال ۱۳۸۶، مدال برنز در مسابقات قهرمانی امیدهای آسیا در سنگاپور سال ۱۳۸۵ و مدال طلا در مسابقات قهرمانی جوانان جهان در قبرس سال ۱۳۸۴ اشاره کرد.

## سوابق مربیگری
سعید حسنی پور دارنده مدال طلای مسابقات جوانان جهان و آسیا، برنز امیدهای آسیا، نقره لیگ جهانی و نقره بازی‌های کشورهای اسلامی، طلای بزرگسالان آسیا و طلای آسیایی اینچئون کره با حکم رئیس فدراسیون کاراته، در سال ۱۳۹۵ به عنوان مربی تیم ملی کاراته بزرگسالان منصوب شد. وی مربیگری تیم ملی کاراته نوجوانان و جوانان در رقابت‌های قهرمانی جهان در سال ۱۳۹۵، مربیگری تیم ملی امید در رقابت‌های آسیایی سال ۱۳۹۵ و همچنین سرمربیگری تیم کاراته منتخب گیلان در جام باشگاه‌های آسیا را در کارنامه دارد
پس از آن وی در سال ۱۳۹۷ مسئولیت مربیگری تیم ملی بزرگسالان در مسابقات قهرمانی آسیا قزاقستان، مربیگری تیم ملی بزرگسالان در مسابقات لیگ‌های جهانی فرانسه و ترکیه، مربیگری تیم ملی بزرگسالان در مسابقات لیگ جهانی امارات، مربیگری تیم ملی بزرگسالان در مسابقات جهانی اسپانیا، مربی تیم ملی امید ایران در مسابقات جهانی اسپانیا و اتریش را به عهده داشت. این کاراته کای ایرانی در سال ۱۳۹۸ نیز، مربی تیم ملی بزرگسالان در مسابقات لیگ جهانی ترکیه و مربی تیم ملی بزرگسالان در مسابقات لیگ جهانی روسیه بود و تیم ملی بزرگسالان در مسابقات قهرمانی آسیا ازبکستان را هدایت کرده‌است. وی در حال حاضر مسئولیت مربیگری تیم ملی بزرگسالان جهت شرکت در مسابقات المپیک توکیو۲۰۲۰ را به عهده دارد.

## فعالیت‌های حرفه ای
سعید حسنی پور در سال ۱۳۹۶ عضو کمیسیون ورزشکاران کمیته ملی المپیک شد. وی نماینده ایران در جلسه کمیسیون ورزشکاران شورای المپیک آسیا است و در سال ۱۳۹۶ نائب رئیس کمیسیون ورزشکاران کمیته ملی المپیک شد
وی در بهمن ماه سال ۱۳۹۷ به عنوان سفیر سلامت از سوی باشگاه سلامتی امید نیز انتخاب شد. باشگاه سلامتی امید یک سازمان غیردولتی است که به دنبال شیوه زندگی سالم برای تمامی مردم جهان می‌باشد.